# Sacrario del Martinetto
Il Sacrario del Martinetto si trova a Torino in corso Svizzera angolo corso Appio Claudio ed è l'unica parte sopravvissuta del poligono di tiro della città. Sorge sul luogo dove, tra il settembre del 1943 e l'aprile del 1945, furono eseguite molte condanne a morte di partigiani e oppositori politici. 

## Storia

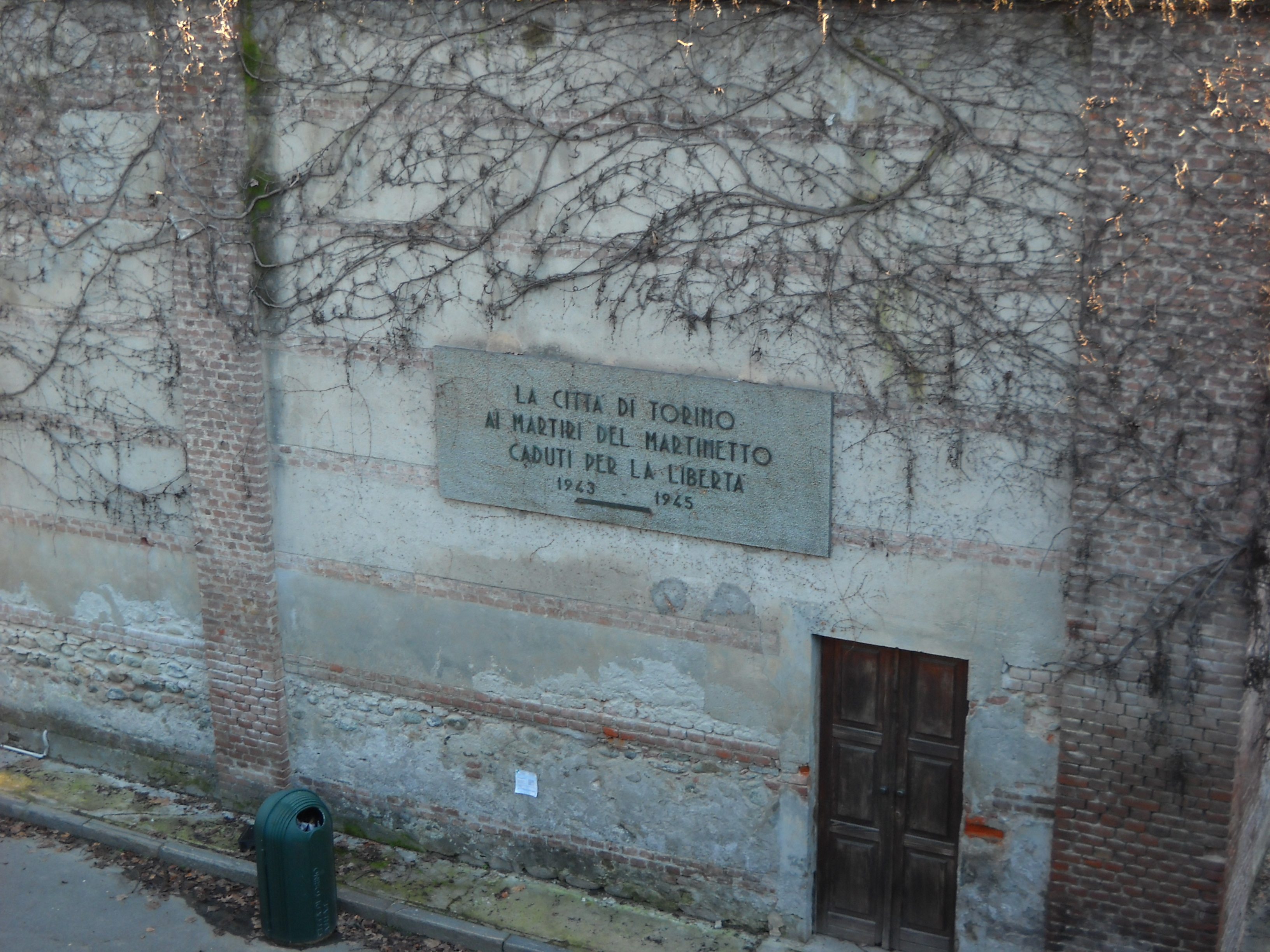
Targa commemorativa nel Sacrario del Martinetto

Nel 1883 il Comune di Torino costruì nella zona dove oggi si trova il Sacrario il nuovo campo di tiro del Martinetto e lo affidò  alla Società del tiro a segno nazionale. Il complesso era rettangolare, cinto da alte mura e si estendeva su una superficie lunga 400 metri e larga 120 al termine di Corso Regina Margherita.
Dopo l'annuncio dell'armistizio, l'8 settembre 1943, e la nascita della Repubblica Sociale Italiana, il poligono fu usato come luogo per le fucilazioni. Vi trovarono la morte oltre 60 partigiani. Le esecuzioni  avvenivano seguendo un preciso rituale: i condannati, di solito reclusi nel carcere "Le Nuove", venivano ammanettati e portati all'alba presso il poligono, dove militi fascisti li attendevano; una volta arrivati, venivano legati alle sedie con le spalle rivolte al plotone d'esecuzione; seguivano la benedizione del cappellano, la lettura della sentenza e infine la fucilazione. 
Il 5 aprile 1944 avvenne la fucilazione degli otto componenti del primo Comitato militare piemontese del CLN, catturati grazie ad una delazione. Si trattava di Giuseppe Perotti, Franco Balbis, Eusebio Giambone, Paolo Braccini, Enrico Giachino, Giulio Biglieri, Massimo Montano, Quinto Bevilacqua.  

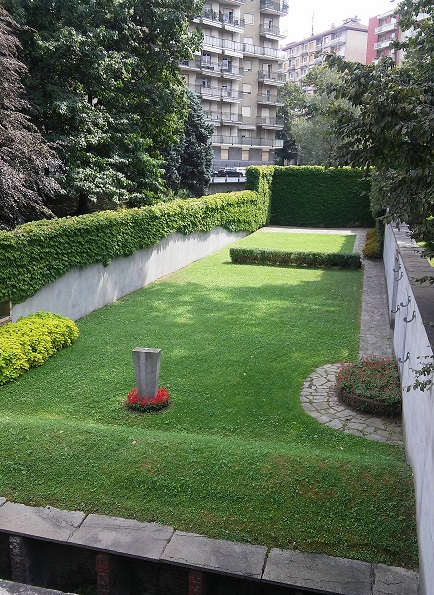
Attuale sistemazione del Sacrario del Martinetto

Ancora in periodo clandestino il CLN dichiarò di volerlo considerare un luogo sacro e il 21 marzo del 1945 la proposta di farne un monumento nazionale venne approvata all'unanimità. L'8 luglio del 1945 con una solenne e partecipata cerimonia che vide la partecipazione del sindaco Giovanni Roveda, del vescovo Maurilio Fossati e del ministro Giuseppe Romita venne apposta e scoperta una lapide, che riporta i nomi di 59 fucilati, senza date e con l'indicazione della professione, così come era uso in quei primi anni del dopoguerra anche per le lapidi che il Comune poneva nelle vie e nelle piazze di Torino in ricordo dei caduti della Resistenza. Franco Antonicelli, allora presidente del Cln piemontese, tenne l'orazione ufficiale e fece riferimento a un elenco di 61 caduti riportato nel documento Elenco detenuti giustiziati al Martinetto. 
Nel 1950 Franco Antonicelli, Andrea Guglielminetti e Pier Luigi Passoni ottennero che il luogo fosse riconosciuto d'interesse nazionale e posto sotto vincolo.  Nel 1951 il poligono fu definitivamente trasferito alle Basse di Stura. La sistemazione attuale risale al 1967, quando venne conservato il recinto delle esecuzioni, dove si trovano un cippo, la lapide con i nomi dei fucilati e una teca contenente i resti di una delle sedie usata per le fucilazioni. Il sacrario è circondato da un giardino, mentre sull'area in cui si sviluppava la struttura precedente vennero edificati nuovi palazzi destinati a abitazioni civili. 
Il luogo è il principale monumento cittadino della Resistenza, sede di una commemorazione civica che si svolge ogni anno il 5 aprile, anniversario dell'esecuzione degli otto componenti del primo Comitato militare piemontese.